# نظام قدرة كهربائية

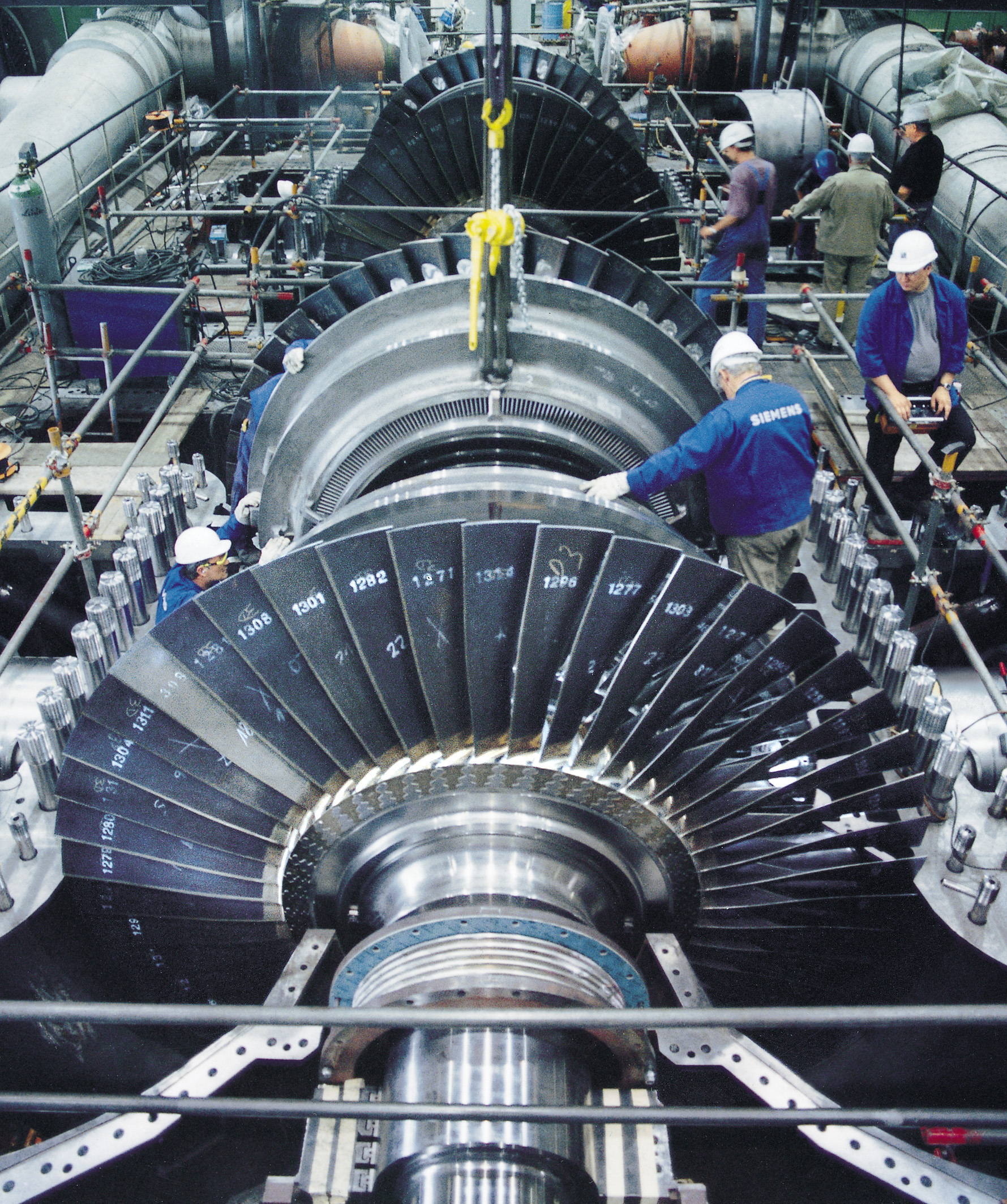
تستخدم التوربينات البخارية لتوفير الطاقة الكهربائية..

القوى الكهربائية هي عبارة عن شبكة من الأجهزة الكهربائية مرتبطة مع بعضها كنظام متكامل بهدف توليد ونقل وتوزيع الطاقة الكهربائية لمستخدميها. ومن الامثلة الشائعة لشبكة نظم القوى الكهربائية هو المحطات المركزية التي تولد الطاقة باستخدام التوربينات البخارية أو التوربينات الغازية ثم تقوم المحولات الكهربائية برفع جهد التوليد إلى جهد النقل ثم تنقل الطاقة بواسطة خطوط النقل إلى محطات ثانوية كهربائية لغرض خفض الجهد مرة أخرى إلى المستويات التي يحتاجها المستخدم في المنازل والمصانع والمتاجر. مثال لانظمه الطاقة الكهربية : الشبكات التي تزود المنازل والمصانع بالطاقة في المناطق الكبيرة. النظام يسمى شبكه ويمكن تقسيمها إلى مولدات وهي التي تقوم بتزويد الطاقة ونظام النقل الذي ينقل الطاقة من المولدات إلى الاحمال ونظام التوزيع الذي يزود المنازل والمصانع ويوجد مستوى اصغر لنظم الطاقة نراه في بعض المصانع والمستشفيات والمراكز التجارية معظم هذه النظم تكون ثلاث اطوار من الجهد المتردد وهذا هو المتعارف عليه في النظم الكبيرة ولكن بعضها ليس ثلاث اطوار جهد متردد ولكنه يعتمد على اليه أخرى وهذا النوع قد نجده في الطائرات والسيارات وخطوط نقل الطاقة في المحيط.
right|رسم تخطيطي لمحطة شارع بيرل
في عام 1881 بني كهربائيين أول نظام قوى (قدره)في العالم في مدينة جودالمينج في انكلترا. وكان مدعوم بواسطة محطة للطاقة تتكون من اثنين من السواقي التي أنتجت تيار متردد قام بتزويد سبعة مصابيح القوس سيمنز عند 250 فولت و 34 من المصابيح المتوهجة عند 40 فولت. ولكن الإمداد كان للمصابيح بالتناوب، وفي 1882 طوّر توماس اديسون وشركته (شركه اديسون للإضاءة الكهربية) أول محطة طاقة كهربيه تعمل بالطاقة البخارية في شارع بيرل في مدينة نيويورك. في البداية هذه المحطة زودت حوالى 3000 مصباح لحوالى 59 عميل. وكانت هذه المحطة تستخدم التيار المستمر وتعمل عند مستوى جهد محدد وحيد.لم يكن من السهل تحويل هذا التيار المستمر عندى مستوى عالي للجهد لتقليل فقدان الطاقة أثناء نقل الطاقة لمسافات طويله لذلك كانت أقصى مسافه اقتصاديه لتحقيق ربح بين المولدات والاحمال هي نصف ميل (800 متر)
في نفس العام في لندن أسس كل من لوسيان جولرد وجون ديكسون جيبس أول محول صالح للاستخدام في النظم الحقيقية للطاقة، ظهرت القيمة العملية الحقيقية لمحول جولرد وجيبس عام 1884 في اضاءه أربعين كيلومترا (25 ميلا) من السكك الحديدية من مولد تيار متردد ذو طور واحد. على الرغم من نجاح النظام الا انه ارتكب الاثنان بعض الأخطاء الأساسية ربما اخطرها كان توصيل الملفات الأولية للمحولات على التوالى مما يؤدى إلى تأثير المصابيح في الشبكة على اضاءه بعضها البعض.
عقب ذلك قام جورج ويستنغهاوس، وهو رجل أعمال أمريكي، لاستيراد عدد من المحولات مع مولد سيمنز وتعيين المهندسين لاجراء تجارب عليهم على أمل تحسينها لاستخدامها في نظام الطاقة بالطريقة التجارية.
اكتشف أحد من المهندسين لدى ويستنغهاوس وهو وليام ستانلي، أن المشكلة في توصيل المحولات على التوالى وعمل على توصيلها على التوازى وأدرك أيضا أن صنع قلب من حديد محول حلقة كاملة مغلقة من شأنه أن يحسن تنظيم الجهد عن الملفات الثانوية. باستخدام هذه المعرفة نجح في بناء انظمه تيار متردد محسنه في جيت بارينغتون وماساتشوستس عام 1886
بحلول عام 1890 كانت قد ازدهرت صناعة الطاقة الكهربية وبُنيت الآلاف من أنظمة الطاقة الكهربية (سواء التيار المتردد أو المستمر) في الولايات المتحدة وأوروبا. وخُصصت هذه الشبكات بشكل فعال لتوفير الإضاءة الكهربائية. خلال هذا الوقت ظهرت المنافسة الشرسة المعروفة باسم «حرب التيارات» بين أديسون ونيكولا تيسلا الذي كان يعمل من قبل في شركة ويستنغهاوس والذي شكل الذين ينتجون المحطات (التيار المستمر أو المتردد) على من يتفوق في هذا المجال. في عام 1891 قام يستنغهاوس بإنشاء أكبر نظام للقوى الكبرى حينها الذي تم تصميمه من قبل تسلا لتشغيل محرك كهربائي وليس مجرد توفير الإضاءة الكهربائية. هذا الإنشاء زود حوالى 100 حصانا (75 كيلوواط) محرك متزامن في تيلورايد في ولاية كولورادو. وعلى الجانب الآخر من المحيط الأطلسي، قام اوسكار فون ميلر ببناء خط إرسال 20 كيلو فولت لمسافه 176 كلم من نيكار إلى فرانكفورت
وفي عام 1895 بعد عملية صنع القرار التي طال أمدها، بدأت محطه آدمز رقم 1 عند شلالات نياغارا في نقل تيار ذو ثلاث اطوار إلى بافالو عندى مستوى جهد 11 كيلوفولت بعد الانتهاء من مشروع شلالات نياغارا، نشأ الكثير من نظم الطاقة الجديدة اختارت التيار المتردد وفي المقابل استخدم بعضها التيار المستمر في النقل الكهربي 
استمر تطوير نظم الطاقة، وفي عام 1932 كان أول خط طاقة تجريبى ل(الجهد العالي للتيار المستمر) باستخدام صمامات اقواس الزئبق تم انشاؤه بين سكينتيدى ونيويورك، وقد تم إنجازها عن طريق مجموعه مولدات للتيار المستمر بالرغم من مواجهتها لبعض المشاكل التقنية. قامت سيمنز بعمل أول موحد للتيار ولكن ذلك لم يكن يستخدم إلا عندما شاع استخدام مكونات الحالة الصلبة في تيارات الجهد العالي المستمر في العصر الحديث. بسبب تطور مجال تكنولوجيا المعلومات والاتصالات حدث تطور في مجال نظم الطاقة، وكمثال: تطور الكمبيوتر أدى إلى تطور دراسات سريان الاحمال لتكون أكثر كفاءه، فالتقدم في نظم المعلومات سمح للتحكم عن بعد في المولدات ومفاتيح التحكم.

## أساسيات الطاقة الكهربائية
القدرة الكهربية هي حاصل الضرب الرياضي لقيمه الجهد والتيار، وهذه القيم قد تتغير مع الوقت في حاله التيار المتردد أو ثابته كما في حاله التيار المستمر.
معظم الثلاجات ومكيفات الهواء والمضخات والآلات الصناعية تستخدم التيار المتردد ومعظم أجهزة الكمبيوتر ومعدات الطاقة الرقمية والأجهزة الرقمية واجهزه الكمبيوتر تستخدم التيار المستمر، هذه الاجهزه لها محول داخلى للتحويل من تيار متردد إلى مستمر. التيار المتردد لديه ميزة كونه سهل للتحويل بين الجهود وقادر على أن يكون متولد من الآلات التي لا تستخدم فرش. التيار المستمر لا يزال الخيار الوحيد العملي في الأنظمة الرقمية، ويمكن أن يكون أكثر اقتصادية لنقل لمسافات طويلة في الجهود العالية جدا. 
القدرة على تحويل جهد التيار المتردد بسهولة مهم لسببين، أولا: يمكن أن تنقل الجهود لمسافات طويلة مع أقل قدر في الفقد في الطاقة في ارتفاع الجهد. لذلك في أنظمة الطاقة حيث التوليد بعيد عن الاحمال، من المستحسن أن يُرفع الجهد (الزيادة) في الجهد الكهربائي في نقطة التوليد ثم يُقلَل (النقص) الجهد بالقرب من الحمل. ثانيا: غالبا ما يكون أكثر اقتصادا إنشاء التوربينات التي تنتج جهود عاليه وسوف تستخدم من قبل معظم الأجهزة، وبالتالي فإن القدرة على تحويل الجهود بسهولة يعني سهوله تقليل الفرق بين مستويات الجهود المختلفة.
أجهزة الحالة الصلبة، والتي هي نتاج ثورة أشباه الموصلات، وتجعل من الممكن تحويل التيار المستمر إلى الجهود المختلفة، وبناء آلات بدون فرش لتوليد التيار المستمر وتحويل بين التيار المتردد والتيار المستمر. ومع ذلك، فإن استخدام تكنولوجيا أجهزة الحالة الصلبة غالبا ما تكون أكثر تكلفة من نظيراتها التقليدية، لذلك لا يزال التيار المتردد في استخدام واسع النطاق.

## مكونات أنظمة الطاقة

### المولدات

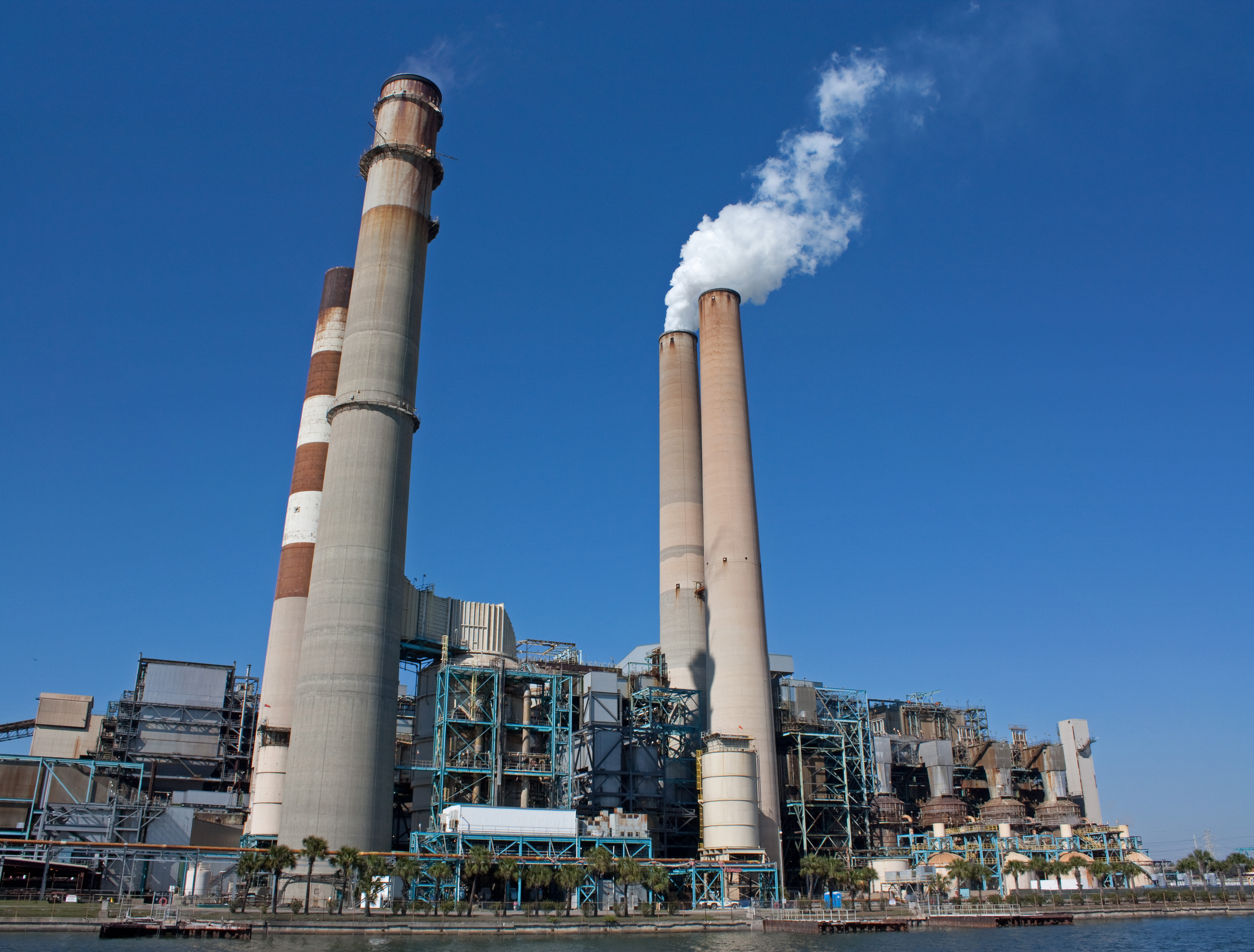
غالبية القوى في العالم لا تزال تأتي من الطاقة من الفحم

جميع أنظمة الطاقة لديها واحد أو أكثر من مصادر الطاقة. بالنسبة لبعض أنظمة الطاقة، مصدر الطاقة هو خارج النظام ولكن بالنسبة للآخرين هو جزء من النظام نفسه وهذه هي مصادر الطاقة الداخلية التي تمت مناقشتها في الفترة المتبقية من هذا القسم. يمكن أن يتم توفير التيار المستمر مباشرة من البطاريات وخلايا الوقود أو الخلايا الضوئية. اما التيار المتردد في الفترة الحالية يتم توفيره عادة من قبل الدوار الذي يدور في مجال مغناطيسي في جهاز يعرف باسم مولد توربيني في محطة توليد الكهرباء. كانت هناك مجموعة واسعة من التقنيات المستخدمة في حركة دوران الدوار التوربينى، بدايه من البخار الذي يسخن باستخدام الوقود الأحفوري (بما في ذلك الغاز والفحم والنفط) أو الطاقة النووية، أو سقوط المياه (الطاقة الكهرومائية) وطاقة الرياح (طاقة الرياح).
السرعة التي يدور الدوار بالاشتراك مع عدد أقطاب المولدات يحددان تردد التيار المتردد الذي تنتجه المولدات. جميع المولدات على نظام واحد، على سبيل المثال الشبكة الوطنية (في المملكة المتحدة) تدور بشكل متزامن (أي بمتوسط سرعة مماثلة)، وبذلك تستهدف ضبط التردد، في البلدان الأوروبية التردد الشائع 50 هرتز. إذا زاد حمل النظام، فإن المولدات سوف تتطلب المزيد من عزم الدوران لزيادة التيار، والسرعة في محطة للطاقة التقليدية، لا بد من توفير المزيد من القوة الدافعة للتوربينات لديهم. حيث تعتمد كمية الطاقة الكهربية المنتجة على كل من الوقود الذي يتم حرقه والبخار الذي يتم إنتاجه منه.
يعتمد أيضا على كيفية تغذية القطبين: مولدات التيار المتردد الحالية، تنتج عدد متغير من الأطوار. ارتفاع عدد الأطوار يؤدي إلى زيادة كفاءة طاقة نظام التشغيل لكنه يزيد أيضا من متطلبات البنية التحتية للنظام.
شبكة الكهرباء تربط مولدات متعددة وكذلك الأحمال التي تعمل على نفس التردد وعدد من الأطوار، والأكثر شيوعا يجري على ثلاث اطوار عند تردد 50 أو 60 هرتز.
ولكن هناك اعتبارات أخرى. فمن البديهي ما هي كمية الطاقة التي يمكن أن يزودها المولد؟
ما هو الوقت اللازم لكى يبدأالمولد في العمل (بعض المولدات يمكن أن يستغرق ساعات ليبدء)؟ هل توافر مصادر الطاقة المقبولة؟؟ (بعض مصادر الطاقة المتجددة متوفرة فقط عندما تكون الشمس مشرقة أو عند الرياح التي تهب)؟، لمزيد من التقنية: كيف ينبغي أن يبدأ المولد؟ (بعض التوربينات تعمل مثل المحركات لتصل الي سرعة، ففي أي حالة تحتاج لها دوائر بدء مناسبة)؟ ما هي السرعة الميكانيكية لتشغيل التوربينات وبالتالي ما هي عدد ألاقطاب المطلوبة؟ ما هو نوع المولد المناسب (متزامن أو غير متزامن) ونوع الدوار (قفص السنجاب الدوار، الدوار الملفوف، الدوار الدوار أو قطب بارز أسطواني)؟

### الاحمال

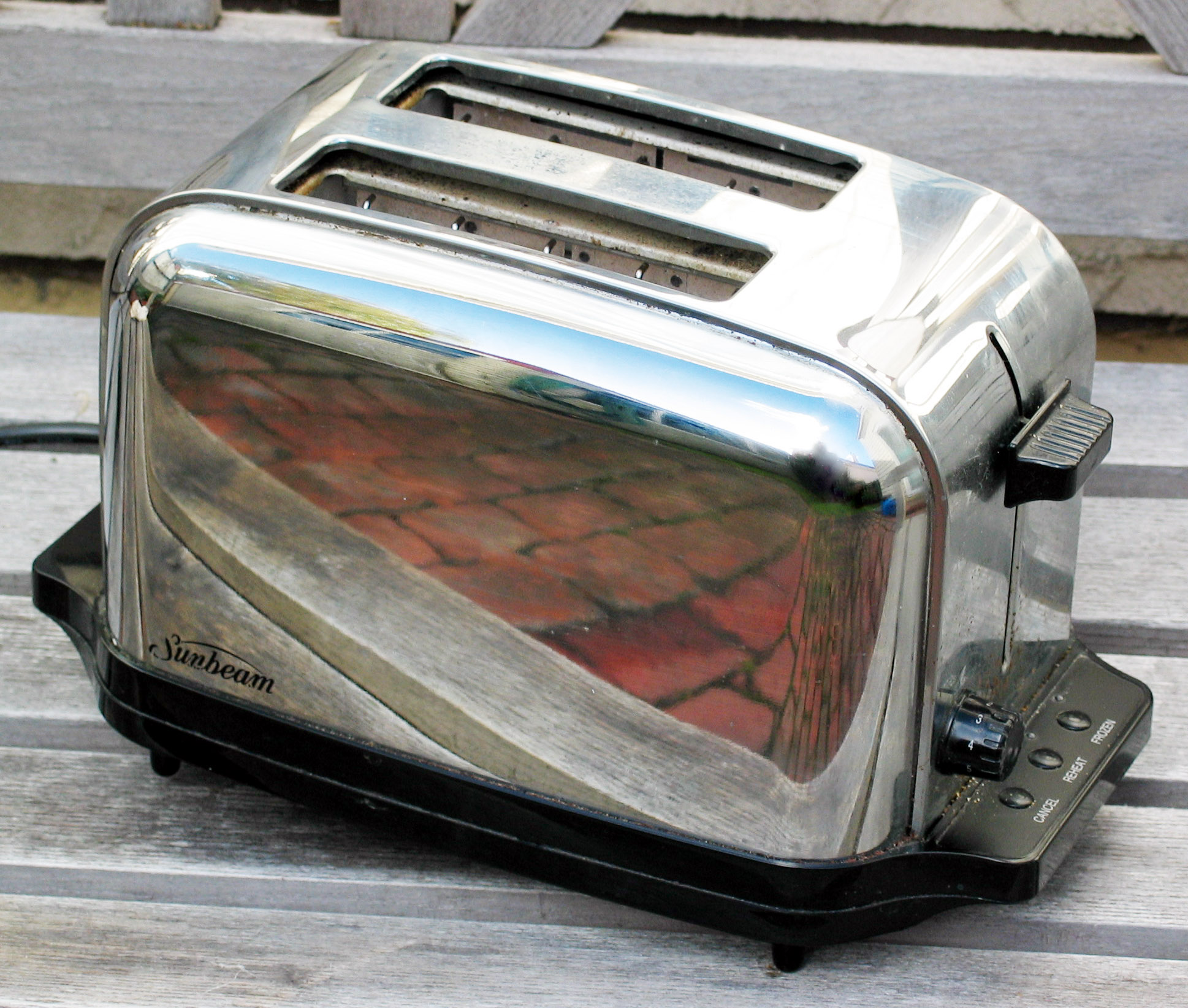
محمصة هو مثال رائع للتحميل على طور واحد التي قد تظهر في الإقامة. المحامص رسم عادة 2-10 الامبير على 110-260 فولت تستهلك حوالي 600-1200 واط من الطاقة

أنظمة الطاقة توصل الطاقة إلى الأحمال التي تؤدي وظيفة ما. هذه الأحمال مجموعة من الأجهزة المنزلية أو الآلات الصناعية. معظم الأحمال تتطلب جهد معين، وبالنسبة لأجهزة التيار المتردد الحالي تتطلب تردد معين وعدد معين من الأطوار. الأجهزة الموجودة في المنزل، على سبيل المثال، تحتاج عادة على طور واحد تعمل عند 50 أو 60 هرتز والجهد بين 110 و 260 فولت (اعتمادا على معايير وطنية). باستثناء وجود أنظمة تكييف الهواء المركزية وهذه هي الآن عادة من ثلاث اطوار لأن هذا يسمح لها بالعمل بشكل أكثر كفاءة. جميع الأجهزة في منزلك سوف يكون لها أيضا القوة الكهربائية، وهذا يحدد كمية الطاقة التي يستهلكها الجهاز. في أي وقت واحد، يجب أن تكون الكميه الكلية من الطاقة المستهلكة من قبل الأحمال على نظام الطاقة تساوي الكميه الكلية من الطاقة التي تنتجها المولدات وهي أقل من الطاقة المفقوده أثناء النقل.
يجب التأكد من أن الجهد والتردد وكمية الطاقة التي تزوَد بها الأحمال يتماشى مع المطلوب، وهي واحدة من التحديات الكبرى لهندسة أنظمة الطاقة. لكن ليس هذا هو التحدي الوحيد، بالإضافة إلى استهلاك الطاقة من قبل الحمل للقيام بعمل مفيد (وهو ما يسمى القدرة الحقيقية)، العديد من الأجهزة الحالية التي تعمل بالتيار المتردد أيضا تسختدم كمية إضافية من الطاقة لأنها تسبب التيار الكهربائي المتردد والجهد المتردد ليصبحوا بقدر قليل خارج التزامن أي ليسوا متزامنين (وهو ما يسمى قوة رد الفعل). قدره رد الفعل مثل القدرة الحقيقية يجب أن تتزن (القدرة لرد الفعل التي ينتجها النظام يجب أن تساوي الطاقة المستهلكة عند الحمل) وهذا يمكن توفيره من المولدات، ولكن غالبا ما يكون أكثر اقتصادا لتوفير مثل هذه القدرة من المكثفات (انظر «مكثفات ومفاعلات»أدناه للحصول على مزيد من التفاصيل)
وهناك اعتبار أخير مع الاحمال هو كفاءه الطاقة. بالإضافة إلى(قضايا التحميل الزائد)و (قضايا تنظيم الجهد) فضلا عن انحرافات مستمرة من نظام التردد (قضايا تنظيم التردد)، ويمكن تحميل نظام القوى المتضرر من مجموعة من القضايا المؤقتة. وتشمل هذه انخفاض الجهد، والانخفاضات والتضخمات، الجهد الزائد، الوميض العابر، وارتفاع وتيرة الضجيج، وعدم توازن المرحلة وضعف معامل القدرة، فالكثير من قضايا الجودة تحدث عند إمدادات الطاقة للحمل فتنحرف عن المثالية للحصول على إمدادات التيار المتردد، فالمثالي هو الحصول على التيار والجهد في تزامن أي يكون لكل منهما نفس الطور بشرط توافق الترددات المقررة مع الجهد والسعة. والمثالي هو جهود غير متفاوتة عن المستوى المحدد لإمداد الاحمال. القضايا المتعلقة بجودة الطاقة قد تكون ذات أهمية خاصة عندما يتعلق الأمر بماكينات صناعية متخصصة أو معدات المستشفى

### الموصلات
الموصلات تحمل الطاقة من المولدات الكهربائية إلى الاحمال. في الشبكة، يمكن تصنيفها على أنها تنتمي إلى نظام نقل الطاقة، والذي يحمل كميات كبيرة من الطاقة الكهربائية عند الجهود العالية (عادة أكثر من 50 كيلوفولت) من مراكز التوليد إلى مراكز الأحمال، أو نظام التوزيع الذي يغذي كميات صغيرة من الطاقة عند مستوى جهد منخفض (عادة أقل من 50 كيلوفولت) من مراكز الأحمال في المنازل المجاورة والصناعة.
ويستند اختيار الموصلات على اعتبارات مثل التكلفة وخسائر النقل وغيرها من الخصائص المرغوبة للمعدن مثل قوة الشد. والنحاس، لديه مقاومة أقل من الألومنيوم، وهو الموصل المفضل لمعظم أنظمة القوى. ومع ذلك، فالألمنيوم أقل تكلفة لنفس القدرة الاستيعابية للتيار والمعادن الأولية المستخدمة. في خط نقل، قد يتم تعزيز الموصلات بسبائك الفولاذ أو الألومنيوم.
ويمكن وضع أنظمة الطاقة في الموصلات الخارجية العلوية أو تحت الأرض. وعادة ما تكون الموصلات المعزولة وأحمال الهواء معتمدة على عوازل من الخزف والزجاج أو البوليمرات. والكابلات المستخدمة للنقل أو الأسلاك
تكون معزوله باستخدام البولي ايثيلين أو مواد عزل مرنة أخرى، يتم تضفير الموصلات الكبيرة لسهولة المناولة ؛ الموصلات الصغيرة والأسلاك المستخدمة في البناء غالبا ما تكون صلبة، لا سيما في اضاءات المبانى التجارية أو السكنية.
تصنف عادة موصلات للتيار حسب أقصى يمكن أن تحملها في ارتفاع درجة حرارة معينة على الظروف المحيطة. كلما زاد تدفق التيار في موصل فإنه يسخن. بالنسبة للموصلات المعزولة، يتم تحديد التصنيف بناء على العزل. بالنسبنه للموصلات التي تستخدم في الأبراج العليا التصنيف يتم على أساس النقطة التي تصبح فيها جوده الموصل غير مقبوله.

### مكثفات ومفاعلات
الغالبية العظمى من الاحمال في نظام قوى نموذجي للتيار المتردد، هي استقرائية، حيث يتخلف التيار وراء الجهد الحالي. حيث الجهد والتيار ليسا متزامنين، وهذا يؤدي إلى ظهور شكل «عديم الفائدة» من القوة المعروفة باسم قوة رد الفعل. قوة رد الفعل لا يمكن قياسها بأي عمل ولكن تبث مجيئاوذهابا بين مصدر الطاقة التفاعلية والاحمال في كل دورة. ويمكن توفير هذه القدرة من جانب المولدات نفسها ولكنها غالبا ما تكون أرخص لتوفيرها من خلال المكثفات، وبالتالي فهي كثيرا ما وضعت بالقرب من المكثفات من الأحمال للحد من طلب التيار على نظام الطاقة ويمكن تطبيق تصحيح عامل الطاقة في المحطة المركزية أو المتناظره للأحمال الكبيرة
المفاعلات تستهلك طاقة رد الفعل وتستخدم لتنظيم الجهد على خطوط النقل الطويلة. في حالة الأحمال الخفيفة، حيث التحميل على خطوط نقل أقل بكثير من الزيادة في تحميل المعاوقة، قد تتحسن فعلا كفاءة نظام الطاقة عن طريق التحول في المفاعلات. المفاعلات مثبتة على التوالى في نظام الطاقة بما يحد أيضا من تدفق اندفاع التيار، ولذلك فإن مفاعلات صغيرة مثبتة على الدوام تقريبا في سلسلة من المكثفات للحد من الاندفاع في التيار المرتبط مع المكثف. ويمكن أيضا سلسلة مفاعلات يمكن استخدامها للحد من تيارات الأخطاء في النظام.
يتم تبديل المكثفات والمفاعلات في الدائرة عن طريق قواطع، مما يؤدي إلى تعديل خطوات كبيره في قدرة رد الفعل الحل يأتي في صوره معوضات كهربيه ساكنه ومعوضات كهربيه متزامنه. باختصار هذه المعوضات الساكنه تعمل على تبديل المكثفات باستخدام ثيرستور وقواطع كهربيه، ذلك عن طريق السماح للمكثفات بالتبديل بالدخول والفصل في الدائرة تبادليا مما يوفر استجابه أكثر دقه للمكثفات في الدائرة القاطعه 
المعوضات المتزامنه الساكنه تعتبر خطوة أخرى إلى الأمام من خلال تحقيق تسويات قوة رد الفعل باستخدام إلكترونيات القوى. === إلكترونيات القوى === حححح
إلكترونيات القوى هي مجموعه من الاجهزه التي تم عملها بناء على تكنولوجيا اشباه الموصلات التي تكون قادرة على تبديل كميات من الطاقة تتراوح بين بضع مئات واط إلى عدة مئات ميجاوات. ذلك بالرغم من ان وظيفتها بسيطة نسبيا، وسرعة عملها (عادة في حدود النانو ثانية)، مما يعني انها قادرة على مجموعة واسعة من المهام التي سيكون من الصعب أو المستحيل عملها مع التكنولوجيا التقليدية. الوظيفة الكلاسيكية لإلكترونيات القوى هي توحيد التيار، أو تحويل التيار المتردد إلى تيار مستمر، وبالتالي وُجدت إلكترونيات القوى في معظم الاجهزه تقريبا خصوصا الرقمية التي يتم تزويدها من مصدر للتيار المترددإما كمحول يوضع في مقابس الجدار (انظر الصورة في أساسيات قسم الطاقة الكهربائية)أو كمكون داخلي للجهاز. ويمكن أيضا لإلكترونيات القوى رفيعة المستوى ان تُستخدم لتحويل التيار المتردد إلى التيار المستمر للنقل لمسافات كبيره الجهود العالية للتيار المستمر، وذلك لان هذه الانظمه أكثر اقتصادا في النقل لمسافات كبيره جدا تصل إلى (مئات أو الآلاف الكيلو مترات) وهي أفضل من النقل عن طريق التيار المتردد. هذه الانظمه مفيده أيضا بسبب عدم اعتمادها في النقل على الترددات المختلفة للمولدات وهذا يعمل على تحسين ثبات النظام، إلكترونيات القوى أيضا مهمه في أي مصدر للطاقة مطلوب منه إنتاج التيار المتردد ولكنه بطبيعته ينتج تيار مستمر لذلك هذه الإلكترونيات تستخدم بواسطه العديد من التركيبات الكهروضوئيه في مجال الصناعة وغيرها.
إلكترونيات القوى أيضا لها ميزة في مجموعة واسعة من الاستخدامات أكثر غرابة. فهي في صميم جميع المركبات الكهربائية والهجينة الحديثة—حيث أنها تُستخدم في كل من التحكم في المحركات، وكجزء من المحرك العديم الفرش. وتوجد أيضا إلكترونيات القوى عمليا في جميع المركبات بالبنزين الحديثة، وذلك لأن القوة التي توفرها بطاريات السيارة وحدها غير كافية لتوفير الإشعال، وتكييف الهواء، والإضاءة الداخلية والراديوا في لوحه السائق في السيارة، لذلك يجب إعادة شحن البطاريات أثناء القيادة باستخدام التيار المستمر من المحرك—وهو الإنجاز الذي يتحقق عادة باستخدام إلكترونيات القوى حيث التكنولوجيا التقليدية كما ستكون مناسبة للسيارة الكهربائية الحديثة، ويمكن استخدامها في سيارات تعمل بالبنزين. والتحول إلى المولدات العديمه الفرش أدى إلى تحسن وتطور في إلكترونيات القوى بشكل عام.
بعض أنظمة السكك الحديدية الكهربائية أيضا تستخدم إلكترونيات القوى، وبالتالي الاستفادة من الطاقة لتغذية إلكترونيات شبكة كهرباء القاطرات وغالبا لمراقبة سرعة السيارات القاطرة. في منتصف القرن العشرين، انتشرت القاطرات المعدلة، وهذه استخدمت إلكترونيات القوى لتحويل التيار المتردد من شبكة السكك الحديدية لاستخدامها من قبل المحركات. اليوم معظم القاطرات الكهربائية المتوفرة تعمل بالتيار المتردد وتشغيلها باستخدام محركات التيار المتردد، ولكن لا يزال استخدام الطاقة والإلكترونيات لتقديم وظيفة التحكم في المحركات.
لا يمكن الاستهانة باستخدام إلكترونيات القوى للمساعدة في التحكم في المحركات ودوائر مُبدئ الحركة، وبالإضافة إلى التصحيح، فهي المسؤولة عن الطاقة وعن الإلكترونيات التي تظهر في مجموعة واسعة من الآلات الصناعية. إلكترونيات القوى الحديثة تظهر حتى في مكيفات الهواء السكنية.
إلكترونيات القوى هي أيضا في قلب من توربينات الرياح متغيرة السرعة. ببساطة، تتطلب توربينات الرياح التقليدية عمليات هندسية كبيرة للتأكد من أنها تعمل في بعض نسبة تواتر النظام (الذي يمثل نسبة لاستخدام التروس)، ولكن باستخدام الطاقة والإلكترونيات يمكن التخلص من هذا الشرط كما يمكن أن يؤدي إلى نقلات أكثر هدوءا وأكثر مرونة، وأكثر تكلفة لتوربينات الرياح. وهناك مثال أخير لواحد من أكثر استخدامات إلكترونيات القوي غرابة يأتي من المقطع السابق، حيث كانت تُستخدم في أوقات التحول السريع من إلكترونيات القوى لتقديم مزيد من التفاعل التعويض المكرر إلى نظام السلطة

### أجهزه واقيه
تحتوي أنظمة الطاقة على أجهزة وقائية لمنع الإصابة أو الضرر أثناء الفشل. الجهاز المثالي الواقي هو الفتيل أو الصمام الكهربائي (الفيوز). عندما يتجاوز التيار خلال الفتيل عتبة معينة، ينصهر عنصر الصمام الكهربائي، وتنتج قوس عبر الفجوة الناتجة التي انطفأت بعد ذلك، مما يؤدي لقطع الدائرة. يمكن أيضا اعتبار بناء الصمامات علي أنه نقطة ضعف النظام، الصمامات مثالية لحماية الدوائر من التلف. ولكن على الرغم من ذلك هناك مشكلتين في الصمامات: الأولى، بعد أن تكون قد عملت، لا بد من استبدالها لأنها لا يمكن إعادة تعيينها. وهذا قد يكون غير مريح إذا كان الفتيل هو في موقع بعيد أو قطع غيار الصمامات ليست في متناول اليد. والثانية أنها عادة ما تكون غير كافية كجهاز السلامة الوحيدة في معظم أنظمة التحكم، لكونها تسمح بتدفق جيد للتيار يتجاوز بكثير ذلك الذي من شأنه أن يقتل الإنسان أو الحيوان.
تم حل المشكلة الأولى عن طريق استخدام القواطع - الأجهزة التي يمكن إعادة تعيينها بعد أن يتم قطع تدفق التيار. في النظم الحديثة التي تستخدم أقل من نحو 10 كيلوواط، عادة ما تستخدم قواطع مصغرة. هذه الأجهزة تجمع بين الآلية التي تبدأ رحلة (بواسطة الاستشعار عن فائض في التيار)، وكذلك الآلية التي تكسر تدفق التيار في وحدة واحدة. بعض القواطع مصغرة تعمل فقط على أساس الكهرومغناطيسية. في هذه القواطع المصغرة، يتم تشغيل التيار من خلال ملف لولبي، وفي حال حدوث تدفق التيار الزائد، يسحب الملف اللولبي المغناطيسي قوة كافية لفتح اتصالات الموجة في الدائرة (بشكل غير مباشر في كثير من الأحيان من خلال آلية التعثر). وأفضل تصميم ينشأ عن طريق إدراج شريحة ثنائية المعدن قبل الملف اللولبي—وهذا يعني أنه بدلا من الإنتاج الدائم للقوة المغناطيسية، فإن الملفا الولبي لا تنتج سوى قوة مغناطيسية عندما يكون التيار قوي بما يكفي لتشويه الشريحة الثنائية المعدن وإكمال الدائرة الكهربائية للملف اللولبي.
في تطبيقات أعلى للطاقة، هناك المرحلات الواقية التي تكشف عن الخلل والشروع في رحلة منفصلة عن دائرة القاطع. المرحلات المبكرة عملت على أساس مبادئ الكهرومغناطيسية المماثلة لتلك المذكورة في الفقرة السابقة، المرحلات الحديثة هي تطبيق أجهزة الكمبيوتر التي تحدد ما إذا كانت الرحلة بناء على قراءات من نظام الطاقة. وسوف تبدأ رحلات المرحلات المختلفة تبعا لبرامج الحماية المختلفة. على سبيل المثال، ترحيل التيار الزائد قد بدء رحلة إذا كان التيار في أي مرحلة يتجاوز عتبة معينة ،و حيث أنها مجموعة من المرحلات فإن الفرق قد بدء رحلة إذا كان مجموع التيارات بينهما يشير إلي أن هناك تسريب التيار إلى الأرض. قواطع الدائرة في تطبيقات مختلفة تعمل بالطاقة العالية جدا. الهواء عادة لم يعد كافيا لإخماد القوس الذي يتكون عندما تجبر التوصيلات علي أن تكون مفتوحة حتى يتم استخدام مجموعة متنوعة من التقنيات. الأسلوب الأكثر شعبية في الوقت الراهن هو جعل الغرفة التي تحتوي التوصيلات تكون مغمورة بسادس فلوريد الكبريت (SF6) -- وهو غاز غير سام لديه خصائص إخماد القوس عالية.
المشكلة الثانية، وهي عدم كفاية الصمامات لتكون بمثابة وسيلة الأمان الوحيدة في معظم أنظمة الطاقة، الحل الأفضل من خلال استخدام أجهزة التيار المتبقي (RCDs). في الأجهزة الكهربائية التي تعمل بشكل صحيح ،التيار المتدفق في الأجهزة النشطة على خط تساوي التيار التي تتدفق من الأجهزة على خط الحياد. جهاز التيار المتبقي يعمل عن طريق رصد خطوط نشطة ومحايدة تتعثر الخطوط النشطة إذا استشعرت فرقا.أجهزة التيار المتبقي تتطلب سطر منفصل لكل مرحلة محايدة وتكون قادرة على رحلة ضمن برنامج زمني قبل حدوث الضرر. هذه عادة ليست مشكلة في معظم التطبيقات السكنية حيث أن الأسلاك القياسية توفر خط نشط ومحايد لكل الأجهزة (و هذا هو سبب وجود لاقطين على الأقل في مقابس الطاقة التي لديك) وذو جهد منخفض نسبيا ولكن هذه القضايا لا تحد من فعالية أجهزة التيار المتبقي في تطبيقات أخرى مثل الصناعة. حتى مع تركيب التجمع، يمكن التعرض للكهرباء القاتلة حتما.

### نظم SCADA
في نظم الطاقة الكهربائية الكبيرة، يتم استخدام التحكم الرقابي واكتساب البيانات (SCADA) لمهام مثل تشغيل مولدات الكهرباء، والسيطرة على خرج المولد وتشغيل أو ايقاف عناصر النظام للصيانة. وتألفت أول أنظمة التحكم الإشرافي من مصابيح ومفاتيح وحدة التحكم المركزية في المصنع بالقرب من محطة الرقابة. قدمت المصابيح ملاحظات في حالة المحطة (وظيفة الحصول على البيانات) وسمحت المفاتيح باجراء تعديلات على المحطة(وظيفة الرقابة الإشرافية). أما اليوم ،فنظم SCADA أصبحت أكثر تعقيدا بكثير، ونظرا للتقدم في أنظمة الاتصالات، فإن لوحات مفاتيح السيطرة على المحطة لم تعد بحاجة إلى أن تكون بالقرب من المحطة نفسها. وبدلا أنظمة الطاقة الموجودة اليوم، فإنه من الشائع على نحو متزايد أن تكون الرقابة للمحطة من موقع مركزي بعيد بواسطة معدات مماثلة ل(إن لم تكن مطابقة ل) جهاز كمبيوتر سطح المكتب. وزودت القدرة على السيطرة على هذه المحطة من خلال أجهزة الكمبيوتر الحاجة إلى الأمن، وبالفعل كانت هناك تقارير عن الهجمات الإلكترونية على مثل هذه الأنظمة التي تسبب تعطيلات كبيرة لنظم الطاقة

## نظم الطاقة في الحياة العملية
على الرغم من المكونات المشتركة بينهما، فإن أنظمة الطاقة تختلف على نطاق واسع بالنسبة لتصميمها وكيف تعمل. يقدم هذا الجزء بعض أنواع نظام الطاقة المشتركة ويشرح بإيجاز عملها

### أنظمة الطاقة السكنية
غالبا تأخذ المباني السكنية الإمداد من خطوط توزيع الجهد المنخفض أو الكابلات التي كانت تزود المسكن في الماضي. هذه تعمل على جهد بين 110 و 260 فولت (من الطور إلي الأرض) تبعا لمعايير وطنية. قبل بضعة عقود كانت المساكن الصغيرة يتم تغذيتها بطور واحد باستخدام كابلات خدمة ثنائية النواة (نواة واحدة للطور النشط ونواة أخرى للطرف المتعادل). وبعد ذلك يعمل الخط النشط من خلال مفتاح رئيسي معزول في مربع الصمامات وأدى ذلك إلى انقسام في واحدة أو أكثر من الدوائر الكهربية لتغذية دوائر الإنارة والأجهزة داخل المنزل. وبالاتفاق، سوف تظل دوائر الإنارة والأجهزة منفصلة لذلك فالفشل في الأجهزة لن يغادر شاغلي المساكن في الظلام. جميع الدوائر سيتم ربطها بصمام مشترك مناسب يعتمد علي حجم السلك المستخدم لتلك الدائرة. سوف يكون لكل الدوائر سلكا نشطا وتعادل مع الإضاءة على حد سواء ومقابس الكهرباء موصلة بشكل متواز. وستقدم أيضا مقابس مع أرض واقية. وستتاح هذه الأدوات للاتصال بأي غلاف معدني. إذا كان هذا الغلاف ليصبح حقيقي، فإن النظرية هي أن التوصيل إلى الأرض سيؤدي إلى جهاز التيار المتبقي أو تشغيل الصمام—وبالتالي فإن منع الصعق الكهربائي للساكن أثناء تعامله مع الأجهزة في المستقبل هو الشغل الشاغل. أنظمة التأريض تختلف بين المناطق، ولكن في بلدان مثل المملكة المتحدة وأستراليا سيتم تأريض كل من الأرض الواقية والخط المتعادل معا بالقرب من مربع الصمامات قبل المفتاح الرئيسي المعزول ويكون الأرضي المتعادل مرة أخرى إلي الوراء في محولات التوزيع
يحدث على مدار العام عدد من التغييرات الطفيفة في آداء الأسلاك السكنية.تميل أهم الوسائل في أنظمة الطاقة السكنية الحديثة إلي الاختلاف عن نظيرتها القديمة ومن أبرز تلك الاختلافات:
- بسبب الملاءمة، تعتبر MCBs حاليا هي الأكثر استخداما في مربع الصمامات بدلا من الصمامات نفسها، حيث يمكن إعادة تعيينها بسهولة بواسطة شاغليها.
- لأسباب تتعلق بالسلامة، يتم الآن تركيب أجهزة تيار متبقي على دوائر الأجهزة، وبشكل متزايد، حتى على دوائر الإضاءة.
- تتصل المساكن عادة بالأطوار الثلاثة لنظام التوزيع، مع تخصيص الأطوار عشوائيا علي دوائر المنزل ذات الطور الواحد.
- بينما كانت مكيفات الهواء في الماضي ربما تتتغذى من الدوائر المتصلة بطور واحد، إلا أن مكيفات الهواء المركزية التي تتطلب طاقة من ثلاثة أطوار أصبحت شائعة الآن.
- تعمل الأرضيات الواقية حاليا مع دوائر الإنارة لكي تسمح لحوامل المصباح المعدني بالتوصيل بالأرض.
- أنظمة الطاقة السكنية المتزايدة هي عبارة عن مولدات مصغرة مدمجة، وأبرزها الخلايا الضوئية.

### انظمه الطاقة التجارية
أنظمة الطاقة التجارية في نواح كثيرة مماثلة لنظم السكنية ولكن غالبا ما تكون أكبر بكثير في الحجم. واحدة من النتائج الرئيسية لهذا هو أنه: خلافا للأنظمة السكنية، فإن التصاميم الكهربائية للأنظمة التجارية الكبيرة (مثل مراكز التسوق والمباني المكتبية، الخ.) نادرا ما تتم من دون المحاكاة. التركيز الرئيسي في محاكاة نظم الطاقة التجارية عادة لضمان تزويد الجهود الكهربية ضمن حدود معقولة وأحجام الأسلاك المناسبة للحمل المتوقع ولكن يمكن أيضا أخذ بعض الاعتبارات في متغيرات النظام.العديد من المنشآت التجارية الكبيرة أيضا على نظام متسق من اللوحات الفرعية، (لوحات توزيع منفصلة عن لوحة التوزيع الرئيسية) وذلك للسماح بحماية أفضل للمنظومة الكهربائية وتركيب أكثر كفاءة.
واحدة من أكبر الأجهزة المتصلة بنظام الطاقة التجارية عادة: وحدة التكييف (HVAC unit)وضمان إمدادات كافية لهذه الوحدة يعتبر عاملا هاما في نظم الطاقة التجارية. وهناك أيضا غيرها من المتطلبات القضائية التي عادة توضع على النظم التجارية والتي لم يتم وضعها على أنظمة السكنية: في أستراليا ،النظم التجارية يجب أن تمتثل ل AS 2293، معيارا لإضاءة الطوارئ، والذي يتطلب الحفاظ على الإضاءة في حالات الطوارئ لمدة لا تقل عن 90 دقيقة في حالة فقدان إمدادات التيار الكهربائي. وفي الولايات المتحدة ،قانون الوطنية الكهربائية يطالب النظم التجارية أن تُبني مع منفذ علامة واحد عالأقل سعة 20A من أجل لافتات ضوء في الخارج.
قانون اوم 
قانون كيرشف 
وبعض القوانين المتعلقه 
سيتم تنزيل شرح مفصل في القريب العاجل

## وصلات خارجية
- IEEE Power Engineering Society
- Jadavpur University, Department of Power Engineering
- Power Engineering International Magazine Articles
- Power Engineering Magazine Articles
- American Society of Power Engineers, Inc.
- National Institute for the Uniform Licensing of Power Engineer Inc.